# Lionheart (케이트 부시의 음반)
“Lionheart”는 잉글랜드의 싱어송라이터 케이트 부시의 두 번째 정규 음반이다. 1978년 11월 13일 EMI 레코드를 통하여 발매하였다. 데뷔 음반 “The Kick Inside” 이후 아홉 달 만에 낸 신보로 영국 음반 차트에서 6위를 기록하며, 부시의 정규 음반 중 유일하게 5위 안에 들지 못하였다. 영국 축음기 협회에서 플래티넘을 인증하였다.
첫 번째 싱글로 ‘Hammer Horror’가 발매되었으나, 영국 톱 40위 안에 들기에는 실패하였다. 하지만 두 번째 싱글 ‘Wow’가 부시의 첫 번째 투어 전에 발매되면서 20위 안에 진입하였다.

## 배경
부시의 첫 번째 정규 음반 “The Kick Inside”의 성공에 이어 EMI는 또 다른 음반을 내기를 원하였다. 당시 19살이었던 부시는 10대 동안 많은 곡을 작곡하였고, 실제로 “Lionheart”에 사용된 곡 중 대부분은 데뷔 전에 만든 곡이었다. 하지만 부시는 자신의 음반을 제작할 수 있는 시간이 짧은 것에 불만족스러웠다. 프랑스 베르레잘프의 슈퍼 베어 스튜디오에서 녹음된 “Lionheart”는 부시의 음반 중 유일하게 영국 외의 지역에서 녹음된 음반이었다. 10곡 중 ‘Symphony in Blue’, ‘Fullhouse’, ‘Coffee Homeground’만이 어릴 적 부시가 만든 곡이 아닌 새로 작곡한 곡이었다. 데뷔 음반과 마찬가지로 앤드류 파월이 프로듀서로 참여하였는데, 당시 부시는 자신이 직접 프로듀싱을 하기에는 경험이 부족하다고 느꼈기 때문이다(이후 부시는 자신의 음반을 스스로 프로듀싱하게 된다). 음반의 발매 후 부시는 음반을 만들 때 너무 많은 제한 때문에 만족하지 않는다고 여러 번 말했다. 1989년 인터뷰에서 부시는 "우리가 얼마나 빨리 음반을 제작했는지를 생각해보면 정말 좋은 음반이지만, 나는 정말 만족스럽지 않다"고 말했다.
“Lionheart”는 이전 베이스 연주자이자 이전에 KT 부시 밴드에 있었던 델 팔머가 참여한 첫 음반이었다. 이후 파머는 계속해서 2011년 작품 “50 Words for Snow”까지 이어지는 부시의 모든 이후 음반에 프로듀싱과 녹음으로 참여하였다. 또한 부시와 1970년대 후반부터 1990년대 초반까지 지속적인 관계를 유지하였다.

## 발매
“Lionheart”는 1978년 11월 13일에 발매되었으며, 제목은 음반의 마지막 트랙 ‘Oh England My Lionheart’에서 따왔다. 앞의 음반 표지 사진은 다락방에서 사자 옷을 입고 있는 부시가 있는데, 부시는 이 사진에 대해 "약간 웃기다"고 말했다. 리드 싱글로 나온 곡은 ‘Hammer Horror’로 영국에서 44위라는 낮은 성적을 기록하게 된다. 하지만 음반은 영국에서 6위까지 올라서면서 좋은 성적을 거두었다. 음반은 1979년까지도 차트에 계속 머물렀고, 두 번째 싱글과 영국 투어로 홍보가 계속됐다. 총 36주 동안 차트에 머물렀고 30만 장 이상의 판매로 영국 축음기 협회로부터 플래티넘을 인증을 받으며 부시의 음반 중 가장 많이 팔린 음반 중 하나가 됐다. 음반의 두 번째 싱글은 ‘Wow’로 1979년 초에 발표되었다. 영국에서도 리드 싱글 보다 높은 기록인 14위를 차지하고, 다른 나라에서도 좋은 성적을 거두었다. 일부 지역에서는 ‘Symphony in Blue’도 싱글로 발매되었다. 이 당시 부시는 자신의 첫 투어를 하고 있었으며, “Lionheart”에 수록된 곡들 또한 공연하였다. 수록곡 중 ‘Don't Push Your Foot on the Heartbrake’는 1979년 9월에 발매된 “On Stage”에 수록됐다.
홍보를 위해 11월과 12월 TV 광고를 내보내고, 100대의 버스에 광고를 부착하였다.
미국에서는 데뷔 음반의 실패로 발매가 되지 않았으나, 이후 몇 년 동안 큰 호평을 받으면서 4집 “The Dreaming”이 차트에 진입한 1984년에 뒤늦게 발매됐다.

## 평가
| 전문가 평가                   | 전문가 평가 |
| 평가 점수                     | 평가 점수   |
| 출처                          | 점수        |
| ----------------------------- | ----------- |
| AllMusic                      | [ 6 ]       |
| Drowned in Sound              | 7/10        |
| Encyclopedia of Popular Music | [ 8 ]       |
| Record Mirror                 | [ 9 ]       |
| The Rolling Stone Album Guide | [ 10 ]      |
| Spin Alternative Record Guide | 5/10        |

“Lionheart”는 전작보다는 조금 덜 호평 받는 반응이 보여졌다. NME의 이언 펜맨은 "'성숙한' 가사는 앙증맞은 여학생의 세이렌 같은 목소리로 노래한다 [...] 사실 그녀는 조니/재니스보다는 애매한 바버라 딕슨, 린지 드 폴에 더 가깝다"고 평하였다. 레코드 미러도 "싱거운 느낌에 영혼이 없다"고 말하였다. 크리스 웨스트우드는 "기껏해야 중간이고, 무언가 부족하며, 매우 자극적이다... 김빠진 어리석음같다"고 혹평하였다. 미국의 잡지 트루저 프레스는 좋은 평가를 하였으며, ‘Symphony in Blue’, ‘In the Warm Room’, ‘Don't Push Your Foot on the Heartbrake’에는 좋은 평가를 내렸다.
올뮤직의 마이크 드가뉴는 부시가 훨씬 더 좋은 작품을 만들 수 있었다고 언급하면서 음반의 내용이 부족하다고 표현하였다. 가디언에서 부시의 최고의 음반을 조사할 때 “Lionheart”는 오직 2%만의 득표율을 얻었다. 부시 자신 또한 완성된 음반에 불만족스럽다고 말했지만, ‘Wow’에 대해서는 만족한다고 이야기하였다.

## 곡 목록
| #  | 제목                                       | 재생 시간 |
| -- | ------------------------------------------ | --------- |
| 1. | 〈Symphony in Blue〉                       | 3:35      |
| 2. | 〈In Search of Peter Pan〉                 | 3:46      |
| 3. | 〈Wow〉                                    | 3:58      |
| 4. | 〈Don't Push Your Foot on the Heartbrake〉 | 3:12      |
| 5. | 〈Oh England My Lionheart〉                | 3:10      |

| #   | 제목                    | 재생 시간 |
| --- | ----------------------- | --------- |
| 6.  | 〈Fullhouse〉           | 3:14      |
| 7.  | 〈In the Warm Room〉    | 3:35      |
| 8.  | 〈Kashka from Baghdad〉 | 3:55      |
| 9.  | 〈Coffee Homeground〉   | 3:38      |
| 10. | 〈Hammer Horror〉       | 4:39      |

## 참여진
- 케이트 부시 – 보컬, 피아노, 편곡 보조, 하모니 보컬 (4, 5)
- 앤드류 파월 – 편곡, 조앤나 스트루멘텀 (8), 하모니움 (10)
- 던컨 맥케이 – 펜더 로즈 (1, 2, 4), 신시사이저 (3, 9, 10)
- 4B – 신시사이저 (3)
- 프랜시스 몽크맨 – 하프시코드 (4, 5), 해먼드 오르간 (6)
- 리처드 하비 – 리코더 (5)
- 이언 베언슨 –일렉트릭 기타 (1-4, 6, 10), 어쿠스틱 기타 (2, 10), 리듬 기타 (9)
- 패디 부시 – 맨돌린 (3), 하모니 보컬 (4, 5, 8), 슬라이드 기타 (4), 스트루멘토 드 포르코 (솔터리), 만도첼로, 팬 플루트 (8)
- 브라이언 베스 – 기타 (3)
- 데이비드 패튼 – 베이스 기타 (1, 2, 4, 6, 9)
- 델 팔머 – 베이스 기타 (3, 8, 10)
- 스튜어트 엘리엇 – 드럼 (1, 2, 4, 6, 9, 10), 타악기 (1, 8, 9)
- 찰리 모건 – 드럼 (3, 8)
- 데이비드 캐츠 – 오케스트라 지휘

제작
- 앤드류 파월 – 프로듀서
- 케이트 부시 – 보조 프로듀서
- 존 켈리 – 레코딩 엔지니어, 믹싱
- 패트릭 조너드 – 보조 엔지니어
- 나이젤 월커 – 믹싱 보조
- 제럴드 맨코비츠 – 아트 디렉션, 사진
- 리처드 그레이 – 슬리브 디자인
- 존 카더 부시 – 프론트 커버 콘셉트

## 차트
| 차트 (1978–79)                       | 최고 순위 |
| ------------------------------------ | --------- |
| 오스트레일리안 켄트 뮤직 레퍼드 차트 | 12        |
| 네덜란드 메하하르츠                  | 5         |
| 독일 미디어 컨트롤 앨범 차트         | 25        |
| 일본 오리콘 LP 차트                  | 30        |
| 뉴질랜드 앨범 차트                   | 5         |
| 노르웨이 VG-리스타 앨범 차트         | 5         |
| 스웨덴 음반 차트                     | 16        |
| 영국 음반 차트                       | 6         |

## 인증
| 국가                       | 인증     | 판매량/출하량 |
| -------------------------- | -------- | ------------- |
| 오스트레일리아 (ARIA)      | 플래티넘 | 50,000^       |
| 캐나다 (뮤직 캐나다)       | 플래티넘 | 100,000^      |
| 네덜란드 (NVPI)            | 골드     | 50,000^       |
| 뉴질랜드 (RMNZ)            | 골드     | 7,500^        |
| 영국 (BPI)                 | 플래티넘 | 300,000^      |
| 미국                       | —        | 28,000        |
| ^출하량을 기반으로 한 인증 |          |               |